# Matteo Binetti
Matteo Binetti es un deportista italiano que compitió en vela en la clase Europe. Ganó una medalla de plata en el Campeonato Mundial de Europe de 1990.

## Palmarés internacional
| Campeonato Mundial | Campeonato Mundial | Campeonato Mundial | Campeonato Mundial |
| Año                | Lugar              | Medalla            | Clase              |
| ------------------ | ------------------ | ------------------ | ------------------ |
| 1990               | Livorno (Italia)   | Medalla de plata   | Europe             |